# Виолета Јовић
Виолета Јовић (Ниш, 8. март 1966) српска је књижевница. Рођена је у Нишу 8. марта 1966. године. Дипломирала је на Правном факултету у Нишу, где живи и ради. Генерални секретар је Универзитета у Нишу. Мајка је двоје деце, Ђорђа и Љубице. Чланица је Удружења књижевника Србије. Награђивана за књижевност (Драгомир Ђорђевић, Гордана Брајовић, Момчило Тешић, Брана Цветковић, Златно Гашино перо) и сликарство.
Оснивач и уметнички директор Медијана фестивала дечјег стваралаштва и стваралаштва за децу. Приредила више зборника Медијана фестивала дечјег стваралаштва и стваралаштва за децу.

## Књижевни рад
1. Писмо са Месеца, песме за децу, СКЦ Ниш, 2000.[1]
2. Сунчев вез, песме за децу, ПРОСВЕТА Ниш, 2002.[2]
3. Радовање и играње, песме за децу (заједно са Зораном Вучићем, Радославом Вучковићем и Русомиром Д. Арсићем), НКЦ 2002.[3]
4. Кад затворим очи, песме за децу, СКЦ Ниш, 2004.[4]
5. Осења, роман на дијалекту (сврљишко-заплањски), ПРОСВЕТА Ниш, 2004.
6. Немање, роман на дијалекту (сврљишко-заплањски), СРПСКА КЊИГА Рума, 2005.[5]
7. Неке важније ствари, песме за младе, СРПСКА КЊИГА Рума, 2006.[6]
8. Љубичаста нит ВИТЕЗ Београд, 2007.[7]
9. Преображење, роман на дијалекту (сврљишко-заплањски), Књижевна заједница „Борисав Станковић“ Врање, 2008.[8]
10. Бескућник, песме, СВЕН Ниш, 2009.[9]
11. Тен'ц, роман на дијалекту (сврљишко-заплањски), СВЕН Ниш, 2009.[10]
12. Ја сам само песма, песме за децу и младе, СВЕН Ниш, 2010.[11]
13. Осења, II издање, роман на дијалекту (сврљишко-заплањски), МЕДИВЕСТ Ниш, 2011.[12]
14. Немање,  II издање, роман на дијалекту (сврљишко-заплањски), МЕДИВЕСТ Ниш, 2011.[13]
15. Преображење,  II издање, роман на дијалекту (сврљишко-заплањски), МЕДИВЕСТ Ниш, 2011.[14]
16. Тен`ц,  II издање, роман на дијалекту (сврљишко-заплањски), МЕДИВЕСТ Ниш, 2011.[15]
17. Друга, роман на дијалекту (сврљишко-заплањски), МЕДИВЕСТ Ниш, 2011.[16]
18. Одмица живот/Пројде живот, заједно са Зораном Вучићем, поезија на језику завичаја(сврљишко-заплањски), МЕДИВЕСТ Ниш, 2012.[17]
19. Свитац у очима, песме за децу и младе (награда Вечерњих новости "Гордана Брајовић" за најбољу књигу за децу и младе у 2012. години), СВИЦИ Ниш, 2012.[18]
20. Нема књига, роман на дијалекту (сврљишко-заплањски), СВИЦИ Ниш, 2013.[19]
21. Девети торник, приче на дијалекту (сврљишко-заплањски), Центар за туризам, културу и спорт Сврљиг, 2014.[20]
22. Шашава вила, песме за децу и младе,МЕДИВЕСТ КТ Ниш, 2014.[21]
23. Сезона лова на свице, приче за децу и младе, BOOKLAND Београд (награда "Момчило Тешић") , 2015.[22]
24. До детета треба расти, песме за децу, Нишки културни центар Ниш, 2015.[23]
25. Шта ако..., роман за децу и младе, МЕДИВЕСТ КТ Ниш, 2015.[24]
26. Пропас` и друге заборављене приче, приче на призренско-тимочком говору, МЕДИВЕСТ КТ Ниш, 2016.[25]
27. Деда Тикине думе, 101 прича на призренско-тимочком говору, МЕДИВЕСТ КТ Ниш, 2017.[26]
28. Како сам постао псето, роман за децу, ПЧЕЛИЦА Чачак, 2017.[27]
29. Пубертет и те тричарије, песме за децу и младе, СВИЦИ Ниш, 2018.[28]
30. Арис без Тотела, роман за децу и младе, BOOKLAND Београд, 2018.[29]
31. BIVALVIA, роман, СВИЦИ Ниш, 2019.[30]
32. Думе за сваки д`н, приче на призренско-тимочком говору, СВИЦИ Ниш, 2019.[31]